# ミスター・ルーキー
『ミスター・ルーキー』（英題：Mr.Rookie）は、プロ野球球団・阪神タイガースを題材にした2002年（平成14年）公開の日本映画である。監督は井坂聡。
読売ジャイアンツ（巨人）などでプレーした元プロ野球選手・長嶋一茂が主演し、しかも彼の役柄が巨人のライバルである阪神の選手という設定で話題を集めた。
東京大学野球部出身の井坂監督のこだわりによるスピード感のあるリアルな試合シーン、阪神球団の全面協力のもと球場スタッフや応援団に至るまで本物を揃え、最大3,000人ものエキストラを動員した阪神甲子園球場の迫力ある映像が見どころ。
全編、ソニーが開発したデジタルハイビジョンカメラ「CineAlta」で撮影された。

## 解説
本作は阪神タイガースの全面協力体制によって制作されており、桧山進次郎、広澤克実、八木裕、矢野輝弘、藪恵壹ら当時の阪神の現役選手や、OBのランディ・バースらが選手役で出演しているほか、阪神の本拠地球場である阪神甲子園球場でのロケーション撮影も実施された。また、阪神戦中継で実績のある朝日放送（ABC）の協力を得て、道上洋三などのABCアナウンサーが出演するほか、ABCラジオのゲスト解説・専属解説をそれぞれ務める阪神OBの田淵幸一・吉田義男がABCの野球解説者役で登場している。審判団はセ・リーグ審判協会のOBが務めた。
しかし、掛布雅之など一部の阪神OBは、阪神に在籍していなかった選手が阪神のユニフォームを着ることに対して強く反発し、この映画への出演要請を断っている。とりわけ、主役を務めたのが阪神のライバル・巨人のOBである長嶋一茂であることがさらに強い反発を呼んだ。劇中、バースが登場するシーンで「阪神が優勝した時の4番」というセリフがあるが、バースは優勝した1985年（昭和60年）はほぼ全ての試合で3番を打っており、このセリフはバースではなく掛布が登場する予定だった名残である。
劇中の選手やコーチは、主に大阪ガス硬式野球部・NTT西日本硬式野球部・三菱自動車京都硬式野球部の社会人野球選手が演じており、各選手の背番号は基本的に全て本来の所属チームでの背番号である。なお、当時大阪ガス所属で背番号14の阪神中継ぎ投手を演じた能見篤史は後に実際に阪神に入団したが、その際も背番号14が与えられた。ただし、背番号の上の英字名は、本作中では「NOUMI」であるのに対し、プロ入団後は「NOHMI」である。
甲子園球場のボールボーイ、球場スタッフ、球場警備員、売り子、阪神タイガース私設応援団員は全て本物である。劇中では阪神のマスコットのトラッキー、ラッキー、ガリバーズファン役の巨人応援団及び巨人ファンも登場する。エキストラ3万人が一般公募され、2001年（平成13年）10月から11月にかけ3週間撮影に臨んだ。
広島東洋カープ・横浜ベイスターズ・ヤクルトスワローズも、阪神の対戦相手としてわずかながら登場しており、それぞれ「撮影協力」としてクレジットされているが、劇中終始にわたって対戦する、現実の巨人にあたるチームは「東京ガリバーズ」という架空のチームに変更されている。ユニフォームのカラーリングなどは現実の巨人に準じており、応援団も実際の巨人の応援団が演じている。なお、現実の中日ドラゴンズにあたるチームは登場していない。
原案は井坂監督の友人で、『東京ゾンビ』の監督や『殺し屋1』などの脚本を手がけた佐藤佐吉によるものだが、当初は「最後には阪神が負ける」という設定だった。しかし、井坂は「日本的な負けの美学ではなく、ハリウッド式に気持ちよく勝って終わるようにしたい」と、全く違うエンディングにした。
映画の最後では、「六甲おろし」がフルコーラスで歌われる。 
劇場公開中、阪神が勝利した翌日の初回上映は、入場料金が1,800円から1,000円になった。
2003年（平成15年）の夏以降、阪神の優勝が現実味を帯びてくると、本作のDVDへの追加注文が増加した。同年8月25日には地上波でテレビ朝日 (ANN) 系列・朝日放送製作キーステーションで「夏休み特別企画・阪神タイガース優勝祈念特番」として『月曜時代劇』と『テレビのチカラ』を休止して本作が放映された。阪神の特番がテレビ朝日系列でゴールデンタイムに放送されるのは極めて異例なことであった。2007年（平成19年）12月31日には、TBS系BSデジタル局のBS-iにて、朝日放送・テレビ朝日でカットされた部分も含めて放映された。
なお、実際のルールである野球協約ではプロ野球選手の兼業（昼は常勤会社員として働くこと）は禁止されている。背番号に関しては、2006年以降は支配下登録選手は100番台の背番号をつけることはできないが、劇場公開当時のセントラル・リーグには特に規定はなかった。

## あらすじ
時は200X年夏。阪神タイガースは、突如登場したリリーフ投手「ミスター・ルーキー」の活躍で快進撃を続けていた。虎柄の覆面をかぶったミスター・ルーキーは甲子園でのホームゲームにだけ登板し、彼が投げるとチームは連戦連勝を重ね、優勝にあと一歩と迫るのだった。
ミスター・ルーキーの正体は公式には一切謎とされており、瀬川監督も「甲子園の主や」とだけ語る。しかし、覆面を取ったその正体は、ビール会社の営業マン・大原幸嗣であった。大原は自分がミスター・ルーキーであることを同僚にも家族にも告げず、「二足のわらじ」を続けているのだった。
大原は若い頃はプロ間違いなしと言われるほどの実力であったが、甲子園出場を目前にした東東京大会の決勝戦で肩を故障し、プロへの道を諦めていた。ある日、大原は淀川の河川敷での父兄野球でピッチャーとして登板。しかし立派な体格の割に、かつて痛めた肩のせいで球威は全くなく、簡単にヒットを打たれた。ムキになって本気を出そうとした大原だったが、球を投げた瞬間、肩に激痛が走りうずくまった。しかし一瞬見せた素人離れした身のこなしが、ピッチングフォームを見ていた謎の中国人整体師・楊の目に留まった。彼の薦める薬「神獣霊虎膏」を塗り、彼の指示に従ってマッサージとリハビリを受けると、10年以上治らなかった肩の痛みが次第に消えて剛速球が復活した。その噂を聞きつけた瀬川監督が、会社帰りに登板できるホームゲーム限定の覆面投手として獲得を申し入れてきたのだった。
大活躍を続けるミスター・ルーキーにあやかり、大原の会社では新商品として「ルーキービール」の企画が持ち上がった。その承認を受けるため、大原が交渉役を務めることになった。瀬川監督に相談した大原は、条件として「ミスター・ルーキーが甲子園以外でも登板すること」を言い渡された。会社のためにその条件を呑んだ大原だが、過酷な二重生活がたたり、ミスター・ルーキーの成績は急降下。チームメイトとも喧嘩を起こし、ついに二軍降格となってしまった。失意のうちに帰宅した大原は、事情に気付いていた妻・優子から問いつめられ、これまでの経緯を話すことになった。
「もう野球は止める」という大原だが、優子からは逆に「せっかくかなった夢を捨てるのか」と鼓舞激励され、さらに少年野球に打ち込む息子・俊介の姿を見て一念発起し、再びミスター・ルーキーとして阪神タイガースに復帰した。そしてついに、セ・リーグ優勝を懸けて東京ガリバーズとの最終戦に挑む。

## キャスト
大原幸嗣：長嶋一茂
東京出身。33歳。高校時代は都立校所属ながら強豪ひしめく東東京大会でチームを決勝まで導くが、チームのために無理して投げ続けたために肩を故障、野球の道を諦めることになる。大学卒業後大手ビール会社に就職、現在は西宮市のマンションで妻子と共に暮らす。
ミスター・ルーキー
甲子園球場のバックスクリーン下のフェンス開閉部（本来は試合中使われることはない）から花火と共に出現する、ホームゲーム限定の守護神。背番号「119」、ユニフォーム上のネーム表記は「MR. ROOKIE」。最速150 km/hオーバーの剛速球とフォークを武器に活躍し、シーズンが進むにつれ甲子園以外にも登場するようになるが、次第に疲れを見せるようになる。
甲子園のスコアボードには、
MR
ル
｜
キ
｜
と表記される。
大原優子：鶴田真由
ケアマネージャーを目指し、夫と息子に尽くす普通の妻だが性格は男勝り。若い頃は歌手を夢見ていた。
楊：國村隼
逆立った金髪、黒づくめ、丸サングラスの謎の中国人。甲子園に出入りの「六甲スポーツ」というスポーツ用品会社の社員だが中国整体師でもある。
小嶋典子：山本未來
幸嗣の同僚。
椎橋純子：さとう珠緒
ワイドショーのリポーター。カメラマンの矢部とのコンビでルーキーの正体を探る。
矢部：吹越満
平松コーチ：中原丈雄
強面のピッチングコーチ。存在感はあるが、台詞はあまり無い。
多田：嶋尾康史
現在のタイガースの4番打者。前年までは5番だった。4番ではあるが前年までの不動の4番だった武藤と比べると幾分頼りない。背番号「1」。ヒッティングマーチは和田豊のものである。演じている嶋尾は現実でも阪神に投手として在籍していた。
大原俊介：米田良
幸嗣と優子の一人息子。9歳の野球少年。物心ついた頃から関西に住んでいるので両親と違い関西弁で話す。勘が鋭い。
成田社長：神山繁
武藤秀吾：駒田徳広
東京ガリバーズの4番打者。ミスター・ルーキー最大のライバル。背番号「42」。前年に阪神からFA移籍し日本中の阪神ファンを敵に回したが、それに全く動じない剛胆ぶり、あまりに強気な放言・パフォーマンスなど『ドカベン』の岩鬼正美のような豪快なキャラクターである。夏頃の時点で36本ものホームランを放っていること、阪神との決戦前の新聞に「武藤、三冠王へ前進」との記事があることから、作中の日本プロ野球界におけるずば抜けた強打者であることが分かる。劇中では公式戦最終試合にて42号ホームランを放っている。高校時代唯一自分から三振を奪った投手・大原幸嗣のことをプロ入り10年以上を経た現在でも強烈に記憶しており、ルーキーの球筋に何かを感じる。東京の高校出身だが終始一貫して関西弁である。
江川常務：宅麻伸
大阪支社の責任者。ガリバーズファンであり、古賀ら大阪営業部が推すタイガースがらみの企画に全く理解がない。
古賀和男：竹中直人
大阪支社の営業部長。根っからの阪神ファンであり、常に黄色い物を身につけている。若干怪しい関西弁でしゃべる。
瀬川監督：橋爪功
阪神タイガース監督。背番号「83」。かなり小柄。スケベで貴金属好きだが策士であり、吉田義男と野村克也を足して2で割ったようなキャラクター。また、幸嗣の遠縁でもあり、ミスター・ルーキーが甲子園以外の登板をする事を条件にルーキーを起用した新商品「ルーキービール」の企画を渋々承諾した。
矢作：矢作公一
幸嗣の入団テストの際、球を受けた大柄な捕手。背番号「50」。
ホステス：木内あきら・村田和美 他
古賀と幸嗣が瀬川監督をクラブで接待する際、監督に付いたホステス。

## 本人役で登場する人物
広澤克実
現役選手として登場。試合シーンはなかったが記者からのインタビューに答える。
能見篤史
7連敗中に登板し敗戦投手になった中継投手。当時はプロ入り前のエキストラ出演だが、後に劇中でつけた背番号14で実際に阪神に入団することになる。
藪恵壹
東京ガリバーズとの最終決戦に先発投手として登板。
矢野輝弘
最終決戦で先発マスクをかぶる。だがルーキー登場の時にはすでに交代していた。
八木裕
最終決戦で代打で登場するもあえなく凡退した。
桧山進次郎
3番左翼手として試合に出場するが凡退。しかし最後の打者・武藤のライトフライを背走してウイニングボールをキャッチする。
ランディ・バース
瀬川監督の切り札「もう一人のミスター」。劇中では現実と同じ「44」の背番号をつけ、応援歌も現役時代と同様であるが、登録名は「ミスターバース」に変更されており、それに伴い背ネームの表記も「M.R．BASS」となっている。
吉田義男
中邨雄二アナウンサーとのコンビで解説に登場する。
中西清起
伊藤史隆アナウンサーとのコンビで解説に登場する。
田淵幸一
最終決戦で楠淳生アナウンサーとのコンビで解説に登場。
太田房江
大阪府知事として最終決戦の応援に訪れる。
道上洋三・國定浩一・仲田幸司・福間納
最終決戦で声援を送る阪神ファンとして登場。

## 受賞
- 2002年アジア太平洋映画祭 助演男優賞（橋爪功）
- 第26回日本アカデミー賞 新人俳優賞（長嶋一茂）[5]
- 第27回報知映画賞 新人賞（長嶋一茂）

## 小説・漫画版
- 『ダンカン・オリジナル ミスター・ルーキー』ダンカン、角川書店 ISBN 4-04-873356-7
  - ダンカンによるサスペンス仕立ての小説。映画の公開と前後して発表された。映画との共通点は「覆面投手がタイガースに入団し活躍する」というところだけで、ストーリーはまったく異なる。
- 『阪神タイガース救世主伝説 ミスター・ルーキー』漫画：桑沢篤夫、脚本：井坂聡・鈴木崇、角川コミックス・エース ISBN 4-04-713576-3
  - 2003年（平成15年）10月発売。映画脚本を元に作られているため映画に非常に忠実な出来になっている。映画では描かれなかったセントラル・リーグ制覇の後、福岡ダイエーホークスらしきチームと日本シリーズで戦うくだりが僅かながら描かれている。